# Gerhard Fischer (Landrat)
Gerhard Fischer, auch Gerd Fischer (* 31. Juli 1908 in Sablon bei Metz; † 22. Januar 1994 in Ingelheim am Rhein) war ein deutscher Kommunalpolitiker und Landrat von Oldenburg in Holstein.

## Leben
Fischer wurde 1908 in Sablon als Sohn eines Generalarztes geboren, der bereits 1926 starb. Nach seiner Schulzeit in Celle und an einem Gymnasium in Hannover folgte ein Studium der Rechtswissenschaften an der Georg-August-Universität in Göttingen. Dort wurde er 1927 bei der Burschenschaft Holzminda aktiv. Für ein Semester wechselte er nach München, kam jedoch nach Göttingen zurück, um sein Examen abzulegen. Zum 1. Januar 1929 trat er der NSDAP bei (Mitgliedsnummer 109.911), was ihm nach vollendeter juristischer Ausbildung bald zu einer Stelle als Verwaltungsjurist in München verhalf, wo er ab Ende 1938 als Reichsstellenleiter im Stabsamt von Rudolf Heß und als SS-Hauptsturmführer im SD arbeitete.
Von der Stapo-Leitstelle in München kommend übernahm er im November 1942 kommissarisch, ab Juli 1943 dann endgültig bis Kriegsende das Landratsamt im Kreis Oldenburg in Holstein. Ende des Zweiten Weltkrieges wurde er im Februar 1943 von Norwegen nach Frankreich versetzt, wo er als Regiments-Adjutant auf einem U-Boot-Stützpunkt an der Atlantikküste tätig war. Danach war er in Genua stationiert und wurde im November 1943 als Verbindungsoffizier und Ordonnanzoffizier in die Ukraine und dann an den Bug und nach Dnjestr abkommandiert. 1944 wurde er als Adjutant in Rumänien und Ungarn eingesetzt, dann für kurze Zeit bei einer Gebirgsjäger-Kampfgruppe und schließlich bis zu seiner Verwundung am 25. Oktober 1944 in Nagykálló als Zugführer bei einer Schwadron der Aufklärungsabteilung der 8. SS-Kavallerie-Division „Florian Geyer“. Danach ging er zur Genesung nach Bad Harzburg.
1987 wurde er Ehrenmitglied der Burschenschaft Ghibellinia-Leipzig zu Hannover.

## Auszeichnungen
- Zweiter Weltkrieg:
  - 1944: Eisernes Kreuz I. Klasse